# Pierre Lévy
Pierre Lévy (Tunes, 2 de julho de 1956) é filósofo e sociólogo francês. Pesquisador em ciência da informação e da comunicação, Lévy tem como foco a inteligência coletiva segundo uma abordagem antropológica e é atualmente um dos principais filósofos da mídia. Suas pesquisas se concentram principalmente na área da cibernética; com isso, tornou-se um dos maiores estudiosos sobre a Internet. Dedica-se sobretudo ao estudo do impacto da Internet na sociedade, das humanidades digitais e do virtual.
Lévy vive em Paris e leciona no Departamento de Hipermídia da Universidade de Paris-VIII. Foi incentivado e treinado por Michel Serres e Cornelius Castoriadis a ser pesquisador. Especializou-se em abordagens hipertextuais quando lecionou na Universidade de Ottawa, no Canadá. Após sua graduação, preocupou-se em analisar e explicar as interações entre Internet e Sociedade. Desenvolveu um conceito de rede, juntamente com Michel Authier, conhecido como Arbres de connaissances (Árvores do Conhecimento).

## Biografia

### Vida e história
Pierre Lévy nasceu no dia 2 de julho de 1956, na Tunísia, país do norte da África que na época era colônia da França, em uma família judia. Pouco se sabe sobre sua trajetória pessoal até 1980 (quando ele termina seu Mestrado em História da Ciência, na Universidade de Sorbonne, em Paris).
Convencido do papel vital das técnicas de comunicação e dos sistemas de sinais na evolução cultural em geral, começa a pensar a "revolução digital" na filosofia contemporânea, estética, educacional e antropológica. Descobre sua vocação ao envolver-se na elaboração de elementos de História da Ciência (1989) juntamente com uma equipe, durante um curso com o filósofo francês Michel Serres. Neste curso, assinou um capítulo sobre a invenção do computador e, após assiná-lo, publica seu primeiro livro: A Máquina Universo – criação, cognição e cultura informática em 1987, no qual fala sobre as implicações culturais da informatização e suas raízes na história do Ocidente.
Nos anos de 1987 a 1989, tornou-se professor visitante no Departamento de Comunicação da Universidade do Quebec em Montreal. Lá, teve a oportunidade de aprimorar seu conhecimento sobre ciência cognitiva. Ao descobrir o mundo emergente do hipertexto e da multimídia interativa, começou a executar sistemas especialistas. Seu segundo livro, As Tecnologias da Inteligência: o futuro do pensamento na era da informática de 1990, é o resultado de sua experiência na América do Norte. Nele, Lévy busca fornecer uma consistência filosófica ao conceito de hipertexto, e apresenta o programa de "ecologia cognitiva", que é muito próximo daquilo que Régis Debray havia chamado de "mediology". Tal livro se torna a mais famosa de suas obras no Brasil.
Lévy torna-se relativamente famoso em todo o planeta a partir de meados da década de 1990, quando difunde sua tese sobre a As Árvores de Conhecimento, um mecanismo que criou com Michel Authier. Este sistema é composto por um software de cartografia e pelo intercâmbio de conhecimentos entre comunidades, gerando uma ampla enciclopédia virtual em constante transformação.
A partir de 1993, Pierre Lévy passa a atuar como professor no Departamento de Hipermídia da Universidade de Paris, em St-Denis. De 2002 em diante ele assume como titular da cadeira de pesquisa em inteligência coletiva, na Universidade de Ottawa, Canadá. O filósofo logo se torna integrante da Sociedade Real do Canadá (Academia Canadense de Ciências e Humanidades).
Lévy já esteve no Brasil, proferindo palestras para uma média de 500 pessoas no Sesc Vila Mariana. Seus temas por excelência são: a exclusão do universo digital, a Internet, as novas tecnologias da comunicação e o futuro da humanidade na esfera da contínua digitalização.

### Formação
Lévy é mestre em História da Ciência formado pela Universidade de Sorbonne, e tem formação em Sociologia e Filosofia. É um pesquisador reconhecido e respeitado na área da cibernética, da inteligência artificial e da internet. É precursor de concepções como inteligência coletiva, ciberespaço, cibercultura e internet como um instrumento de desenvolvimento social; além de ter experiência técnica na concepção de sistemas de informação inteligentes. Seu último livro, Cibercultura, relata diversas experiências realizadas através da Internet.
É Professor de Ciências Educacionais na Universidade de Paris-Nanterre, no Departamento de Hipermídia da Universidade de Paris-8, em St-Denis e é titular da cadeira de pesquisa em inteligência coletiva, na Universidade de Ottawa, no Canadá.

## Influência

### Seu Estudo
O filósofo francês é um dos maiores estudiosos sobre o mundo da Internet, que é considerada uma mídia informativa recente quando comparada as outras pelo fato de suas aplicações na sociedade atual ainda não terem sido devidamente dimensionadas.
Sua vocação para a pesquisa foi despertada durante um curso com o filósofo francês Michel Serres, na Universidade de Sorbonne, em Paris. Convencido do papel fundamental desempenhado pelas técnicas de comunicação e pelos "sistemas de signos" na evolução cultural em geral, assumiu sua principal tarefa: pensar a “revolução informática”.
Três anos após a conclusão de seu mestrado, Pierre Lévy defendeu sua tese em "Sociologia e Ciências da Informação e da Comunicação" na capital francesa, discorrendo sobre a ideia de liberdade na Antiguidade.
Suas pesquisas se concentraram especialmente na área da cibernética e da inteligência artificial. Nos anos 1980, passou a lecionar na Universidade de Quebec, no Canadá, e suas aulas giravam em torno da função dos computadores no mecanismo da comunicação.
Ele nos propõe repensar completamente o papel do conhecimento/informação/comunicação na sociedade, pois esses fatores eram vistos como algo secundário, influenciados pela política e economia, por exemplo. Segundo ele, o advento da Internet nos expôs uma realidade que torna este tipo de visão ineficaz, tendo em vista que a sociedade passa a fazer macro-mudanças que são inexplicáveis devido a chegada da rede e, com isso, novas empresas, novos movimentos políticos, novas formas de se vender, de comprar, de se informar, se comunicar, de se relacionar. Sendo assim, não é a economia ou a política e nem o social que estão provocando tais fatos, mas sim essas macro-mudanças no ambiente da mídia, que envolve o conhecimento, a informação e a comunicação.
Lévy sugere a inversão do mapa conceitual atual demostrando, por intermédio de uma lógica histórica, que, diferentemente de nossa ideia de que o conhecimento/informação/comunicação, dentro de uma nova mídia, criam o caminho na qual a economia, a política e a sociedade irão trilhar de maneira distinta no futuro.
Em seus estudos, aborda o papel fundamental das tecnologias na esfera da comunicação e a performance dos sistemas de signos na evolução da cultura em geral. Seu foco é voltado para a exclusão do universo digital, da Internet, das novas tecnologias da comunicação e do futuro da humanidade na esfera da contínua digitalização.
Lévy acredita que estamos frente ao século da globalização da informação e da desmaterialização dos suportes da informação. Isso permite que as pessoas tenham acesso a uma variedade de obras, serviços, dados e produtos transmitidos e reproduzidos em grande velocidade  pelas mais variadas formas de produção e distribuição. Para ele, a internet permite hoje que milhões de pessoas se dirijam a um vasto público nacional e internacional. Pessoas que não puderam publicar suas ideias nas mídias clássicas como a edição em papel, nos jornais ou aparecer em televisão, o fazem na internet.
Pierre Lévy reafirma constantemente sua posição sobre a internet como um instrumento importante de desenvolvimento social, lembrando que essa ferramenta tem apenas cerca de 10 anos de uso e ainda muito para desenvolver e se popularizar. Lembra também que no caso da escrita, por exemplo, pelo menos 3.000 anos se passaram para que se atingisse seu atual estágio, no qual a grande maioria sabe ler e escrever. A inclusão digital na sociedade é de suma importância para aumentar, cada vez mais, o número de plugados, tendo assim um posicionamento positivo sobre o futuro da internet e seus ganhos para a sociedade.
O autor lembra também que a evolução do homem só é possível devido as habilidades aprendidas por ele, as quais o difere dos animais (tais como a construção de diálogos e organização do pensamento). Além disso, seriam essenciais para a construção da inteligência coletiva. Para ele, o gênero humano já passou por três períodos históricos evolutivos: a oralidade, a escrita e a virtualização na qual se encontra atualmente. Portanto, a informatização ou virtualização representa mais um ponto positivo na evolução humana.

### No Brasil
Pierre Lévy já esteve no Brasil inúmeras vezes, sempre ministrando palestras em instituições de ensino e realizando conferências. A última delas foi em agosto de 2012, no Sesc Vila Mariana, em São Paulo. O tema central dessa palestra foi Internet e Desenvolvimento Humano. No evento, Pierre reafirmou a importância da Internet no desenvolvimento da sociedade atual.
"A Internet é um instrumento de desenvolvimento social. Devemos lembrar que a escrita demorou pelo menos 3000 anos para atingir o atual estágio, no qual todos sabem ler e escrever. A Internet tem apenas 10 anos", foi uma das falas de Lévy durante sua palestra no Brasil.
Como foi pioneiro no estudo da cibercultura, é natural que outros autores sejam influenciados por suas ideias e correntes de pensamentos. No Brasil, pode-se citar o professor da Faculdade de Comunicação da Universidade Federal da Bahia, André Lemos, que em 2010 lançou um livro em parceria com Lévy pela editora Paulus: O futuro da internet: Em direção a uma ciberdemocracia planetária. Este livro é, na verdade, a atualização de um livro de Lévy lançado em 2002, o Cyberdémocracie: Essai de Philosophie Politique
Recentemente, Pierre Lévy comentou sobre os protestos ocorridos no país no primeiro semestre de 2013. Para ele, há uma nova geração de pessoas com boa educação, trabalhadores que têm conhecimento e que, através da internet, querem ser ouvidos. Dessa forma, há uma comunicação sem fronteiras que a mídia simplesmente não controla; uma "identidade em rede". Inteligência coletiva e transparência são contemplados, visando também uma nova ideologia que busca o “desenvolvimento humano” (a partir da educação, saúde e direitos humanos). Em geral, se desconfia da mídia, privilegiando as informações transmitidas por pessoas ou instituições organizadas. Isso significa uma comunicação autônoma, na qual cada um decide em quem confiar, e esse é o ponto da nova comunicação na mídia social. Para ele, as mobilizações através das redes sociais afirmam que "A revolta brasileira está acima de qualquer evento emocional, social e cultural." Segundo o autor, é o experimento de uma nova forma de comunicação.
Em seu livro Cibercultura, Lévy expressa suas expectativas favoráveis em relação à educação a distância. Sobre o tema, concedeu sua opinião em relação à educação a distância que ocorre no Brasil (EAD). O autor destacou as vantagens mais expressivas dessa modalidade de ensino, apresentando-a como um setor de educação particularmente interessante por permitir que um grande número de novidades seja testado junto a novas técnicas pedagógicas o que, para ele, deveria acontecer em todos os ramos da educação. Destaca também que as tecnologias utilizadas na educação a distância tendem, cada vez mais, a ser utilizadas e adaptadas nos ambientes de educação tradicional (como filmes, vídeos, programas de computadores).

## Conceitos

### Inteligência Coletiva
O conceito de inteligência coletiva é desenvolvido por Pierre Lévy em seu livro "A inteligência coletiva – Por uma antropologia do ciberespaço". Nessa obra, o autor explica que, na realidade, esse conceito é estudado e aplicado há muito tempo. Lévy aborda toda a história da inteligência coletiva e a relaciona com o ciberespaço, abrangendo diversas áreas sobre o tema.
A inteligência coletiva é um termo que diz respeito a um princípio no qual as inteligências individuais são somadas e compartilhadas por toda a sociedade, sendo potencializadas a partir do surgimento de novas tecnologias de comunicação como a Internet, por exemplo. Para o filósofo, ela possibilita o compartilhamento da memória, da imaginação e da percepção, o que resulta na aprendizagem coletiva, troca de conhecimentos. As informações são cruzadas e então selecionadas por cada pessoa numa espécie de ecossistema de ideias.
Para o autor, reconhecer a inteligência dos demais indivíduos e seu potencial faz parte da inteligência coletiva. Sendo assim, não se pode menosprezar nem subjugar ninguém, seja por seu emprego, condição social, sobrenome, etc. De certa forma, todos são seres inteligentes e possuem seus conhecimentos. Segundo Pierre Lévy, quando todos pensarem desta forma, exaltando a inteligência coletiva, será dado um passo importante para o aumento do entendimento de cada um.
Esse conceito é debatido pelo autor estabelecendo uma relação com as tecnologias da inteligência, caracterizando-se pela nova forma de pensamento sustentável, através de conexões sociais que se tornam viáveis pela utilização das redes abertas de computação da internet.
As tecnologias da inteligência são representadas especialmente pelas linguagens, pelos sistemas de signos, pelos recursos lógicos e pelos instrumentos dos quais nos servimos. Todo nosso funcionamento intelectual é induzido por essas representações. Segundo o filósofo e sociólogo, os seres humanos são incapazes de pensar sozinhos e sem o auxílio de alguma ferramenta.
A inteligência coletiva seria, pois, uma forma do homem pensar e compartilhar seus conhecimentos com outras pessoas, utilizando recursos mecânicos, como por exemplo a internet. Nela, os próprios usuários geram o conteúdo através da interatividade com o website.

### Cibercultura
Para Pierre Lévy, cibercultura reflete a “universalidade sem totalidade”, algo novo se comparado aos tempos da oralidade primária e da escrita. É universal porque promove a interconexão generalizada, mas comporta a diversidade de sentidos, dissolvendo a totalidade. Em outras palavras, a interconexão mundial de computadores forma a grande rede, na qual cada nó é fonte de heterogeneidade e diversidade de assuntos, abordagens e discussões, ambos em permanente renovação.
Lévy coloca que a cibercultura é um movimento que oferece novas formas de comunicação, o que chama a atenção de milhares de pessoas pelo mundo.
Desde o início, o autor explicita a sua intenção de deixar de fora as questões econômicas e industriais, concentrando-se nas implicações culturais. No entanto, ele próprio não consegue se desvencilhar da teia de colisões sociais, políticas e econômicas em que a técnica se insere e enaltece a “dialética das utopias e dos negócios”, numa referência à relação da cibercultura com a globalização econômica. Sem dúvida, questões tão complexas como essas mereceriam tratamento mais aprofundado. Segundo Lévy, o próprio ambiente instável, dificulta a formulação de grandes respostas. De qualquer forma, ele consegue dar o seu recado: é preciso navegar neste mundo de transformações radicais.
Sobre esta visão que sugere que a rede está tendendo a uma finalidade mercadológica e paga, Lévy argumenta que a música e o cinema também são produtos industriais, mas nem por isso aumentou o fosso existente entre ricos e pobres. Além do mais, se os serviços pagos na rede estão aumentando, os serviços gratuitos aumentam em uma velocidade bem maior.
O autor acredita que a cibercultura seja a herdeira legítima da filosofia das Luzes e difunde valores como fraternidade, igualdade e liberdade. Para ele, a rede é, antes de tudo, um instrumento de comunicação entre indivíduos, um lugar virtual no qual as comunidades ajudam seus membros a aprender o que querem saber.

### Virtualização
Lévy classifica como “fácil e enganosa” a oposição entre real e virtual, defendendo que o virtual, na verdade, se opõe ao atual, na medida em que tende a se atualizar, sem alcançar uma concretização efetiva. Junto a isso, afirma que o virtual se distingue do possível, na medida em que este último já estaria constituído, estando somente em estado latente, pronto a se transformar no real. Dessa forma, o virtual assume a condição de algo que fornece as tensões para o processo criativo que envolve a atualização, não sendo algo previsível e estático, como a passagem do possível para o real.
O virtual assume o lugar do significado, de matriz geradora, em oposição à atualização particular do significante, ou o atual. Lévy compara também o virtual a um “vazio motor” e a partir disso, trabalha com o conceito de virtual, qualificando como uma de suas principais modalidades, ou seja, o desprendimento do aqui e agora.
A virtualização amplia a variabilidade de espaços e temporalidades, enquanto novos meios de comunicação estabelecem modalidades diversificadas de tempo e espaço que diferenciam aqueles que estão envolvidos entre si e também em relação aos que se situam fora do novo sistema. Essa atribuição de valor em função das diferenças é aplicada por Lévy ao processo de virtualização. Para ele, a ampliação da comunicação e da velocidade compartilham a “tensão em sair de uma presença”.
Existem vários tipos de virtualização, como por exemplo a virtualização do texto, da ação, do presente, da violência, do corpo, entre outros. A virtualização sempre esteve presente em nossas vidas, e ela influencia em diversos aspectos, em especial no que diz respeito à evolução da espécie humana.

### Atualização
A atualização é uma solução de um determinado problema, um resultado de fatores que se conjugam e originam uma solução. Pierre Lévy define a atualização como “uma criação, invenção de uma forma a partir de uma configuração dinâmica de forças e de finalidades.”
A atualização é a criação, é a invenção de uma forma a partir de uma configuração dinâmica de forças e de finalidades, podendo ser, por isso, definida como o movimento inverso da virtualização. O mesmo ocorre por representar uma mutação da identidade; um deslocamento do centro de gravidade ontológico do objeto considerado ao invés de se definir por sua atualidade; uma "solução". A entidade passa a encontrar sua consistência essencial num campo problemático, ou seja, a atualização vai de um problema a uma solução, enquanto a virtualização passa de uma solução dada a um problema.

### Ciberdemocracia
Segundo o autor, a Internet proporciona um progresso de democracia. O mesmo ocorre não porque as pessoas vão responder imediatamente a pergunta de outros, mas porque poderão, por si próprias, elaborar muito mais seus próprios problemas e questões e, eventualmente, submetê-los às autoridades políticas. Esta parece ser a maneira pela qual a democracia irá progredir, a qual Pierre Lévy acredita ser uma outra forma de progresso da democracia, com maior transparência. Com as novas técnicas de comunicação, as pessoas podem facilmente ter acesso a documentos complexos e a informações que antes pertenciam a uma pequena minoria.
No entanto, segundo ele, para que a ciberdemocracia seja de fato democrática é necessário o desenvolvimento da educação, o desenvolvimento humano, o combate à pobreza e a facilitação do acesso à Internet pelas classes ainda fora de rede.

### Ciberespaço
O conceito de ciberespaço pode ser melhor compreendido à luz do esclarecimento que Pierre Lévy faz a respeito do virtual (Lévy, 1996). Segundo ele, o virtual é uma nova modalidade de ser, cuja compreensão é facilitada se considerarmos o processo que leva a ele: a virtualização.
O ciberespaço pode ser considerado uma virtualização da realidade, uma migração do mundo real para um mundo de interações virtuais. A desterritorialização, a saída do "agora" e do "isto" é uma das vias régias da virtualização por transformar a coerção do tempo e do espaço em uma variável contingente. Esta migração em direção a uma nova espaço-temporalidade estabelece uma realidade social virtual que, aparentemente mantendo as mesmas estruturas da sociedade real, não possui, necessariamente, correspondência total com esta, possuindo seus próprios códigos e estruturas.
O autor diz que ciberespaço envolve alterações profundas na nossa maneira de pensar, de dar sentido ao mundo, de nos relacionarmos uns com os outros e de organizar a sociedade, ou seja, uma nova abordagem do conhecimento. Com isso, notamos também uma mudança epistemológica, na qual há uma resposta para a relação sujeito/objeto do conhecimento. Lévy considera que é necessário inventariar todo este conhecimento, tendo em vista que a modernidade sufoca o sujeito com uma racionalidade que não considera todas as dimensões humanas que não são racionais. Para transmitir conhecimento, é preciso que cada um refaça a experiência, recriando o mundo a partir de seus próprios olhares.
Ao constituir-se em um novo espaço de sociabilidade, acaba gerando novas formas de relações sociais com códigos e estruturas próprias.

## Obras

### As Tecnologias da Inteligência

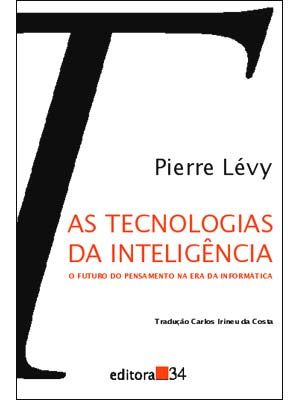
Capa do livro "As tecnologias da inteligência."

No livro “As tecnologias da Inteligência”, Lévy leva como tema central o papel da informação na constituição das culturas e as inteligências dos grupos humanos. Ele aborda as tecnologias que denomina “tecnologias inteligentes”, defendendo a tese da história da inteligência através de “coletivos cosmopolitas” compostos de indivíduos, instituições e técnicas. Ao desenvolver o conceito de ecologia cognitiva, irá defender a ideia “de um coletivo pensante homens-coisas, coletivo dinâmico povoado por singularidades atuantes e subjetividades mutantes(...)”.
A questão da técnica ocupa uma posição central em sua obra. Lévy nos conduz a uma revisão, tanto da filosofia política como também da filosofia do conhecimento, mostrando que as categorias usuais da filosofia do conhecimento tais como mito, a ciência, a teoria, a interpretação ou a objetividade dependem intimamente do uso histórico, datado e localizado de certas tecnologias intelectuais. O propósito é designar as tecnologias intelectuais como um terreno político fundamental, como lugar de conflitos e de interpretações divergentes. Para o autor, “uma reapropriação mental do fenômeno técnico parece um pré-requisito indispensável para a instauração progressiva de uma tecnodemocracia”.
Pierre Lévy tentará mostrar neste livro que não existe informática em geral, e não apresentará nem uma apologia nem uma crítica à mesma, mas sim um ensaio de avaliação das questões antropológicas ligadas ao crescente uso do computador.
A primeira parte de “A metáfora do hipertexto” é consagrada à informática de comunicação, naquilo que ela tem de mais original em relação às outras mídias. Em particular,será visto que o hipertexto representa um dos futuros da escrita e da leitura.
Já na segunda parte deste livro “Os três tempos do espírito, oralidade, escrita, informática”, Lévy tomará uma certa distância em relação às evoluções contemporâneas, ressituando-as em uma continuidade histórica, enquanto na terceira parte será abordada a “ecologia cognitiva”, propondo uma abordagem ecológica da cognição através da qual o autor espera contribuir para renovar o debate em andamento sobre o dever do sujeito, da razão e da cultura.

### As Árvores de Conhecimento
A ideia das "Árvores de Conhecimentos" desenvolvida por Lévy e seu amigo Michel Authier (matemático com formação em sociologia e história das ciências), consiste em um programa de informática criado para que os membros de uma determinada comunidade possam revelar suas qualificações e habilidades e mostrá-las à sociedade, ou seja, a árvore mostra o conjunto de conhecimentos da coletividade. Para Lévy, a árvore é, de fato, um mundo virtual baseado em um conjunto de conhecimentos,e em como compartilhá-los.
O livro se divide em três partes: Fábulas, O Sistema e Questões. Na primeira parte, Fábulas, são propostas histórias hipotéticas nas quais a ideia das Árvores de Conhecimento se realizaria. Em diversos momentos e nas mais variadas localidades do mundo há exemplos de aplicações do programa, visando a possibilidade do reencontro da coletividade e de uma solidariedade humana e concreta.
Segundo Lévy, as Árvores de Conhecimentos são uma hipótese de democracia que se encaixam na atual sociedade, pois essa é, para ele, uma grande floresta onde crescem árvores do conhecimento voltadas para a informação e a comunicação rápida, representando as coletividades. Além disso, é um projeto para o futuro, a ser implantado a longo prazo e à medida que o acesso aos novos meios tecnológicos se torne mais amplo.
As árvores se estruturam a partir de patentes, que são pequenos emblemas representantes dos saberes elementares de cada indivíduo. As patentes são atribuídas às pessoas depois de realizada uma prova, que pode ser um exercício de simulação, de memória, de testemunho, entre outros. Tais saberes não necessariamente são classificados por sua validade acadêmica formal. Esse conceito de patentes, portanto, inclui saberes como saber cozinhar, contar histórias, cuidar de crianças e costurar. Desse modo, o indivíduo é valorizado por aquilo que ele sabe, por suas competências, e não por aquilo que ele não sabe (classificação usada na atualidade e que é altamente excludente).
O conjunto das patentes inserido na Árvore de Conhecimento forma um brasão, que é uma representação gráfica dos saberes de cada indivíduo, ou seja, a sua identidade cognitiva.
A intenção de tal projeto, segundo Pierre Lévy, é tornar visível o espaço dos saberes em uma comunidade e a identidade de cada pessoa nesse mesmo espaço. A formação de uma árvore em um determinado grupo possibilita que o coletivo humano, até então existente apenas no plano ideal (ou virtual), se organize efetivamente em uma comunidade de saber, cuja representação gráfica, por sua vez, é a Árvore de Conhecimento, nascida a partir de princípios de auto-organização, de democracia e de livre troca de saberes entre indivíduos. As Árvores de Conhecimento são a melhor maneira de se analisar os grupos humanos, uma vez que são analisados de acordo com seu potencial e poder coletivo, ao invés de relações de poder. São, portanto, uma nova forma de considerar o funcionamento da sociedade, não mais relacionado ao poder, mas ao conhecimento, intercâmbio e aprendizado.
A Árvore de Conhecimento criada em uma região pode atender à demanda de empregos das empresas ali estabelecidas, criar um registro de como um grupo de pessoas poderia se organizar em torno de suas habilidades e competências, formando cooperativas de trabalho, por exemplo, ou mesmo mostrar quais saberes deveriam ser mais explorados e quais poderiam ser mais desenvolvidos ou aprofundados. "É uma equivalência entre conhecimento e dinheiro que, na economia do futuro, será cada vez mais presente entre idéias, conhecimentos e riqueza."
A obra de Pierre Lévy, longe de ser uma saída definitiva para a exclusão social tão presente em um mundo organizado em "níveis", se apresenta como uma ideia inovadora e capaz de nos fazer pensar sobre a democratização dos conhecimentos e habilidades de cada indivíduo.

### Cibercultura

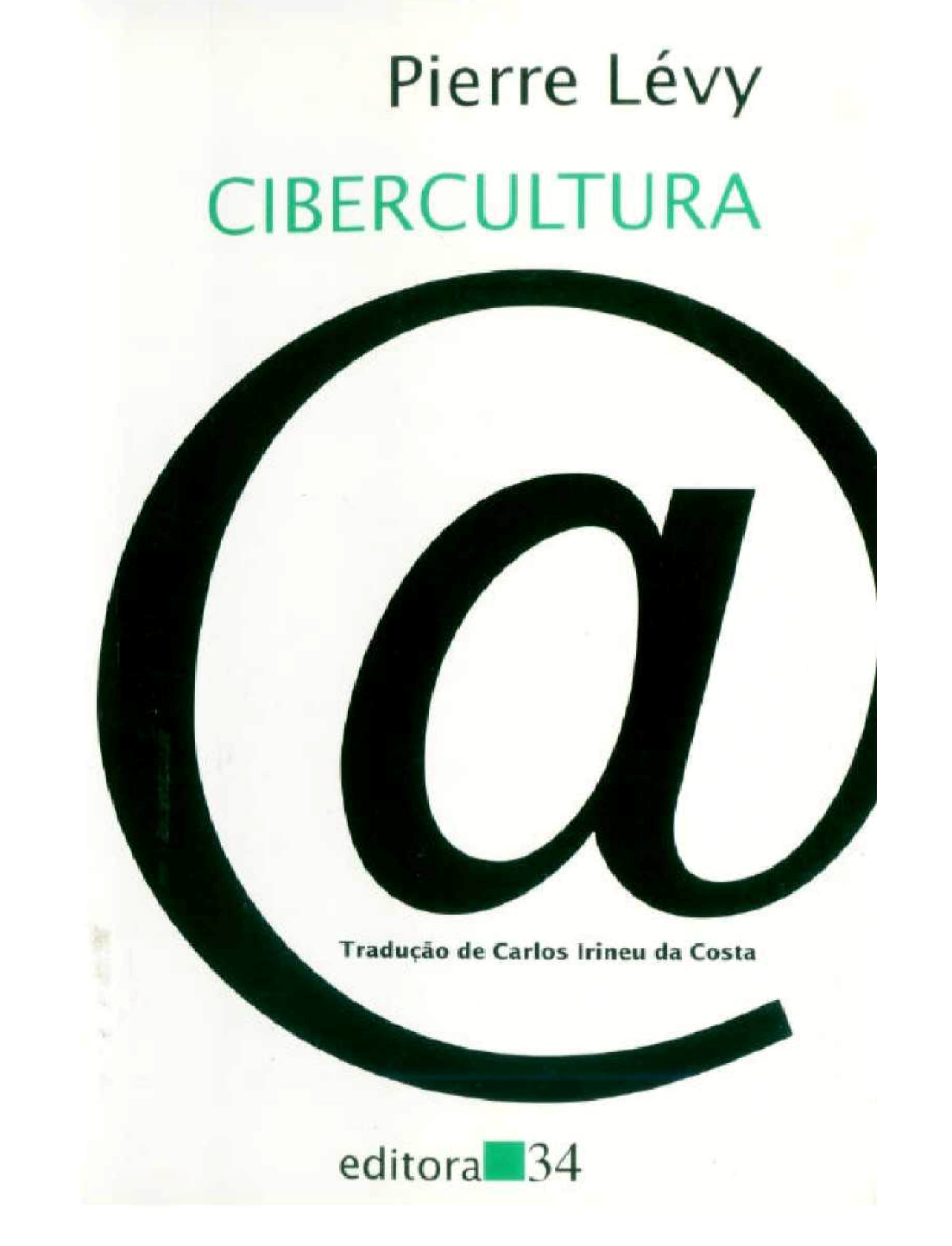
Capa do livro "Cibercultura" de Pierre Lévy traduzido por Carlos Irineu

Uma das obras mais conhecidas de Pierre Lévy no Brasil e no mundo é o livro Cyberculture, publicado em 1997 pela Éditions Odile Jacob (Paris). Em 1999, foi traduzido para o português por Carlos Irineu da Costa, através da Editora 34, com o título de Cibercultura. O livro aborda questões como o que é cibercultura, que movimento social e cultural encontra-se oculto por trás deste fenômeno técnico, se podemos falar de uma nova relação com o saber, quais são as mutações que a cibercultura gera na educação e na formação, quais são as novas formas artísticas relacionadas aos computadores e às redes, como o desenvolvimento do ciberespaço afeta o espaço urbano e a organização do território, e quais são as implicações culturais das novas tecnologias.
O livro aborda desde a digitalização até a navegação, passando pela memória, pela programação, pelo software, pela realidade virtual, pela multimídia, pela interatividade, pelo correio eletrônico e etc.
Passada mais de uma década, a obra ainda se mostra atual, trazendo reflexões oportunas para se repensar os caminhos da humanidade e, em especial, da aprendizagem, com o advento das tecnologias digitais. Sua atualidade incide no fato de que muitos dos desafios elencados pelo pesquisador ainda se impõem às instituições de ensino, responsáveis pela aprendizagem formal, bem como às demais organizações, como ONGs e empresas, que lidam com a aprendizagem ao longo da vida: elemento crucial à formação contemporânea. Segundo Lévy há, dessa forma, a necessidade de duas reformas no sistema da educação e informação: utilização da EAD (Educação a Distância) e o reconhecimento das novas formas de aprendizagem através das experiências sociais e profissionais e não mais somente através das formas tradicionais escolares e acadêmicas.
Lévy finaliza seu livro discutindo sobre os questionamentos e críticas que sua teoria poderia gerar, tais como a crítica da substituição, que afirma que o virtual suplantará o real; a manutenção da diversidade das línguas e das culturas; e os problemas de exclusão e desigualdade social frente às novas tecnologias. Dessa forma, faz uma “crítica da crítica”, questionando até que ponto essas críticas são progressistas e a partir de quando corre o risco de se tornar conservadora.

### O Que é Virtual?
No livro “O que é Virtual?” Pierre Lévy aborda o fenômeno da virtualização à luz da relação entre a comunicação virtual e as características da sociedade contemporânea. O autor nos leva a uma desconstrução e a possíveis análises e reflexões sobre o que muitas pessoas imaginam sobre o conceito de virtualidade, mostrando que "virtual" não é antônimo de "real" e nem sinônimo de "imaginário". Além disso, compara o real e a virtualização com o atual e o virtual. Para ele, o real tem limitações evidentes e é observável, equanto a virtualização tem pensamento baseado em definições, em determinações.
Nos dias de hoje, a informática invade a vida dos indivíduos seja no trabalho, nas viagens, em casa, num passeio com os amigos ou até mesmo nas compras. Nesse sentido, é discutida a possibilidade de vivermos no mundo sem depender das tecnologias da informática. Nessa obra, Lévy fala da virtualização como uma nova possibilidade, questionando se ela seria boa ou ruim, e descreve também a diferença entre o virtual e o atual. Para ele, o real é possivelmente realizado, enquanto o atual é virtualmente atualizado. Sendo assim, o virtual tem apenas uma pequena ligação com o imaginário, sem se confundir com ele, tendo em vista que são coisas distintas.
Lévy explica este conceito em seu livro sob aspectos filosóficos, antropológicos e sociopolíticos (definidos por Lévy como uma tripla abordagem).
O autor evidencia as diversas virtualizações que fizeram o "humano", que foram a linguagem (virtualização do presente), a técnica (virtualização da ação) e o contrato (virtualização da violência). abordando também mais profundamente outras virtualizações, tais como a virtualização do corpo, do texto e da economia. Mais de um capítulo é dedicado à virtualização da inteligência, tanto a coletiva quanto a pessoal, e de como a virtualização predispõe a maneira de pensar do indivíduo e dos grupos.
A virtualização do corpo é sua multiplicação. Esse corpo virtualizado, disperso, pode ser visto por um número elevado de pessoas ao mesmo tempo (o que Lévy denomina de "olho coletivo"). No mundo virtualizado não há mais fronteiras, e a identidade do corpo agora é dissipada, se perde. Não sabemos mais diferenciar o que é verdadeiro e o que é falso, o que faz ou não parte do corpo, e esses fatos contribuem para a formação de um corpo coletivo. A virtualização do corpo incita todas as trocas e, diante disso, o corpo sai de si mesmo, adquire novas velocidades, tempos, formas, presenças e se multiplica. Virtualizar um corpo não é simplesmente desmaterializá-lo, mas também implica uma mudança de identidade, da passagem da solução para uma problemática, envolvendo outras esferas.

### Em português
- A máquina universo: criação, cognição e cultura informática (1987). São Paulo: ARTMED, 1998. 173 p.
- As tecnologias da inteligência: o futuro do pensamento na era da informática (1990). 1. ed. Lisboa: Instituto Piaget, 1992. 263 p.
- A ideografia dinâmica: para uma imaginação artificial? (1992). Lisboa: Instituto Piaget, 1997. 226 p.
- A ideografia dinâmica: rumo a uma imaginação artificial? (1992). São Paulo: Loyola, 1998. 228 p.
- As árvores de conhecimentos (1992). São Paulo: Escuta, 1995. 188 p. (em co-autoria com Michel Authier)
- A inteligência coletiva: por uma antropologia do ciberespaço (1994). 3. ed. São Paulo: Loyola, 2000. 212 p.
- O que é o virtual? (1995). São Paulo: Editora 34, 1996. 160 p.
- Cibercultura (1997). São Paulo: Editora 34, 1999. 260 p.
- Filosofia world: o mercado, o ciberespaço, a consciência (2000). Lisboa: Instituto Piaget, 2000. 212 p.
- A Conexão Planetária: o mercado, o ciberespaço, a consciência (2000). São Paulo: Editora 34, 2001. 189 p.
- Ciberdemocracia (2002). Lisboa: Instituto Piaget, 2003. 249 p.
- O Futuro da internet: em direção a uma ciberdemocracia planetária. São Paulo: Paulus, 2010. 258 p. (em co-autoria com André Lemos)
- O Fogo Liberador (2006). São Paulo: Iluminuras, 2000.
- A Esfera Semântica: tomo I, computação, cognição, economia da informação (2011). São Paulo: Annablume, 2014. 522 p.

### Em francês
- La machine univers, Paris: La Découverte, 1987
- Les technologies de l'intelligence. Paris: La Découverte, 1990.
- L'idéographie dynamique. Vers une imagination artificielle ?. Paris: La Découverte, 1992.
- De la programmation considérée comme un des beaux-arts. Paris: La Découverte, 1992.
- Les arbres de connaissances, Paris: La Découverte. 1993
- L'intelligence collective. Pour une anthropologie du cyberespace. Paris: La Découverte, 1994.
- L'universel sans totalité. In: Magazine Littéraire. 1966-1996. La passion des idées, 1996.
- Cyberculture. Paris: Odile Jacob, 1997.
- Qu'est-ce que le virtuel ?. Paris: La Découverte, 1998.
- World Philosophie (le marché, le cyberespace, la conscience) . Paris: Odile Jacob, 2000.
- Cyberdémocratie (Essai de philosophie politique). Paris: Odile Jacob, 2002.
- La sphère sémantique - Tome 1, Computation, cognition, économie de l'information. Paris: Hermès, 2011.